# Bundesschuldbuch
Das Bundesschuldbuch ist ein öffentliches Register, welches die in Staatsanleihen verbrieften Verbindlichkeiten des Bundes und seiner Sondervermögen dokumentiert.

## Allgemeines
Das Bundesschuldbuch ist Rechtsnachfolger des Reichsschuldbuchs vom 31. Mai 1910. Zwei Verordnungen vom 13. Juli 1948 und 13. Dezember 1949 regelten die Einrichtung des Bundesschuldbuchs, das im Bundesschuldenwesengesetz (BSchuWG) vom 12. Juli 2006 geregelt ist. Es wird seit August 2006 durch die Bundesrepublik Deutschland – Finanzagentur GmbH geführt, die nach § 2 Abs. 1 BSchuWG der Fach- und Rechtsaufsicht des BMF untersteht.  

## Inhalt
Nicht alle Staatsschulden werden ins Bundesschuldbuch eingetragen. Eintragungsfähig sind lediglich Bundesanleihen, Bundesobligationen, Bundesschatzanweisungen und unverzinsliche Schatzanweisungen („Bundeswertpapiere“), die am Börsenhandel teilnehmen können. Damit dient das Bundesschuldbuch nicht nur der Dokumentation dieser Bundeswertpapiere, sondern es verleiht ihnen Fungibilität und macht sie zu handelbaren Gütern.
Das Bundesschuldbuch ist in einzelne Schuldbücher, Abteilungen und Konten eingeteilt, für jede Emission wird ein gesondertes Schuldbuch und für jeden Gläubiger ein eigenes Schuldbuchblatt eingerichtet. Im Bundesschuldbuch werden auch Sicherheitsleistungen oder Verpfändungen als Belastungen der Bundeswertpapiere eingetragen.

## Rechtsfragen
Für den Bund wird gemäß § 5 BSchuWG ein Bundesschuldbuch geführt, das der Begründung, Dokumentation und Verwaltung von Schuldbuchforderungen sowie der Dokumentation und Verwaltung der sonstigen Verbindlichkeiten dient. Das Bundesschuldbuch gliedert sich nach § 5 Abs. 2 BSchuWG in die Abteilungen Sammelschuldbuchforderungen, Einzelschuldbuchforderungen sowie sonstige Verbindlichkeiten. Der Bund kann nach § 6 BSchuWG Schuldverschreibungen dadurch begeben, dass Schuldbuchforderungen bis zur Höhe des Nennbetrages der jeweiligen Emission auf den Namen einer Wertpapiersammelbank in das Bundesschuldbuch eingetragen werden (Sammelschuldbuchforderung). Die Sammelschuldbuchforderung gilt als Wertpapiersammelbestand. Die Gläubiger der Sammelschuldbuchforderung gelten als Miteigentümer nach Bruchteilen. Verbriefte Schuldurkunden in Form effektiver Stücke sind ausgeschlossen (§ 6 Abs. 3 BSchuWG). 
Das Bundesschuldbuch genießt nach § 8 BSchuWG öffentlichen Glauben und ist öffentlich, weil jedermann Eintragungen vornehmen kann. Es ist jedoch nicht für jedermann einsehbar, sondern nur für eingetragene Gläubiger. Das Bundesschuldbuch unterliegt nämlich dem Schuldbuchgeheimnis, was dem Bankgeheimnis auch gegenüber den Finanzbehörden entspricht.
Gemäß § 7 BSchuWG können einzelne natürliche oder juristische Personen oder Vermögensmassen verlangen, dass ihr Anteil an einer Sammelschuldbuchforderung durch Eintragung in das Einzelschuldbuch in eine auf ihren Namen lautende Buchforderung (Einzelschuldbuchforderung) umgewandelt wird. Bei den konstitutiv wirkenden Eintragungen in das Bundesschuldbuch handelt es sich wertpapierrechtlich um Wertrechte. Die Schuldbuchforderung entsteht durch ihre Eintragung ins Bundesschuldbuch, eine Löschung setzt die Tilgung der Schuldbuchforderung voraus.
Wertpapierrechtlich erwirbt der im Bundesschuldbuch Eingetragene das Wertrecht selbst dann, wenn es dem vor ihm eingetragenen Gläubiger gar nicht zustand. Damit sind auch diese Wertrechte den Rechten aus Inhaberpapieren (§ 935 Abs. 2 BGB) durch gesetzliche Fiktion gleichgestellt. Im zitierten Urteil des Bundesgerichtshofs (BGH) vom Februar 1952 ging es um Reichsschatzanweisungen, die zwecks Förderung des stückelosen Wertpapierverkehrs im Wege der gesetzlichen Fiktion zur beweglichen Sache werden.
Eine Bundesschuldbuchforderung steht in ihrer rechtlichen Bedeutung als Teil des Sammelbestandes den zum Sammelbestand gehörenden anderen Wertpapieren gleich, und zwar auch dann, wenn für den Verwahrer eine Schuldbuchforderung durch Eintragung in das Bundesschuldbuch originär begründet worden ist. Zur Verschaffung des Miteigentums am Sammelbestand einer Wertpapiersammelbank bedarf es gemäß § 24 Abs. 2 DepG einer Gutschrift zugunsten des Erwerbers in den Büchern der Bank.

## Börsenhandel
Nach § 37 BörsG sind Schuldverschreibungen des Bundes oder eines Bundeslandes, auch soweit sie in das Bundesschuldbuch oder in die Schuldbücher der Bundesländer eingetragen sind, an jeder inländischen Börse zum Handel im regulierten Markt zugelassen. Für die bestehenden Landesschuldbücher der Länder gilt Landesrecht.
Die im Bundesschuldbuch eingetragenen Bundeswertpapiere nehmen somit am Börsenhandel teil. Für den Gesamtbetrag der jeweiligen Emission wird zu diesem Zweck eine Sammelschuldbuchforderung (Wertrecht) für die Clearstream Banking AG in das Bundesschuldbuch eingetragen, die Ausgabe von Wertpapierurkunden ist nach den Anleihebedingungen für die gesamte Laufzeit ausgeschlossen. Die Finanzagentur erbringt als Schuldenmanager mit technischer Unterstützung der Deutschen Bundesbank als Hausbank des Bundes sämtliche Dienstleistungen rund um die Emission der Bundeswertpapiere.
Der einzelne Anleger kann Bundeswertpapiere über sein Kreditinstitut erwerben, das diese Papiere wiederum bei der Bundesbank ordert. Die bei der Bundesbank eingehenden Kaufaufträge werden dadurch erfüllt, dass die jeweiligen Beträge im Rahmen der Sammelverwahrung auf das Depotkonto der Käuferbank bei Clearstream übertragen werden. Mit dem Übertrag ist die Lieferverpflichtung erfüllt. Die Käuferbank wiederum erteilt ihrem Kunden in Höhe des erworbenen Nennbetrages Gutschrift auf dessen Depotkonto. Spätestens mit dieser Depotgutschrift geht nach den depotrechtlichen Vorschriften das anteilige Miteigentum auf den Anleger über (§ 6 Abs. 1 DepotG). 

## International
Das Bundesschuldbuch hieß auch in Österreich so, es wurde durch Verordnung vom 13. Juli 1948 geschaffen. Die Bundesschuldbuchverordnung galt bis Dezember 2001 und sah vor, dass die Eintragung von Anleiheforderungen gegen die Republik Österreich im Bundesschuldbuch zu erfolgen hat (§ 1), die Eintragung lautet auf den Namen des Gläubigers (§ 5). Diese Verordnung wurde zwar nicht formell aufgehoben, aber durch Wegfall der gesetzlichen Grundlage gegenstandslos. Das Eidgenössische Schuldbuch war in der Schweizer Schuldbuchverordnung geregelt und trat im Dezember 1939 in Kraft. Sie wurde im Januar 2008 aufgehoben, nachdem die Bedeutung des Schuldbuchs stetig gesunken war und im Dezember 1975 lediglich 1220 Einzelforderungen eingetragen waren.